# Cmentarz Gentilly

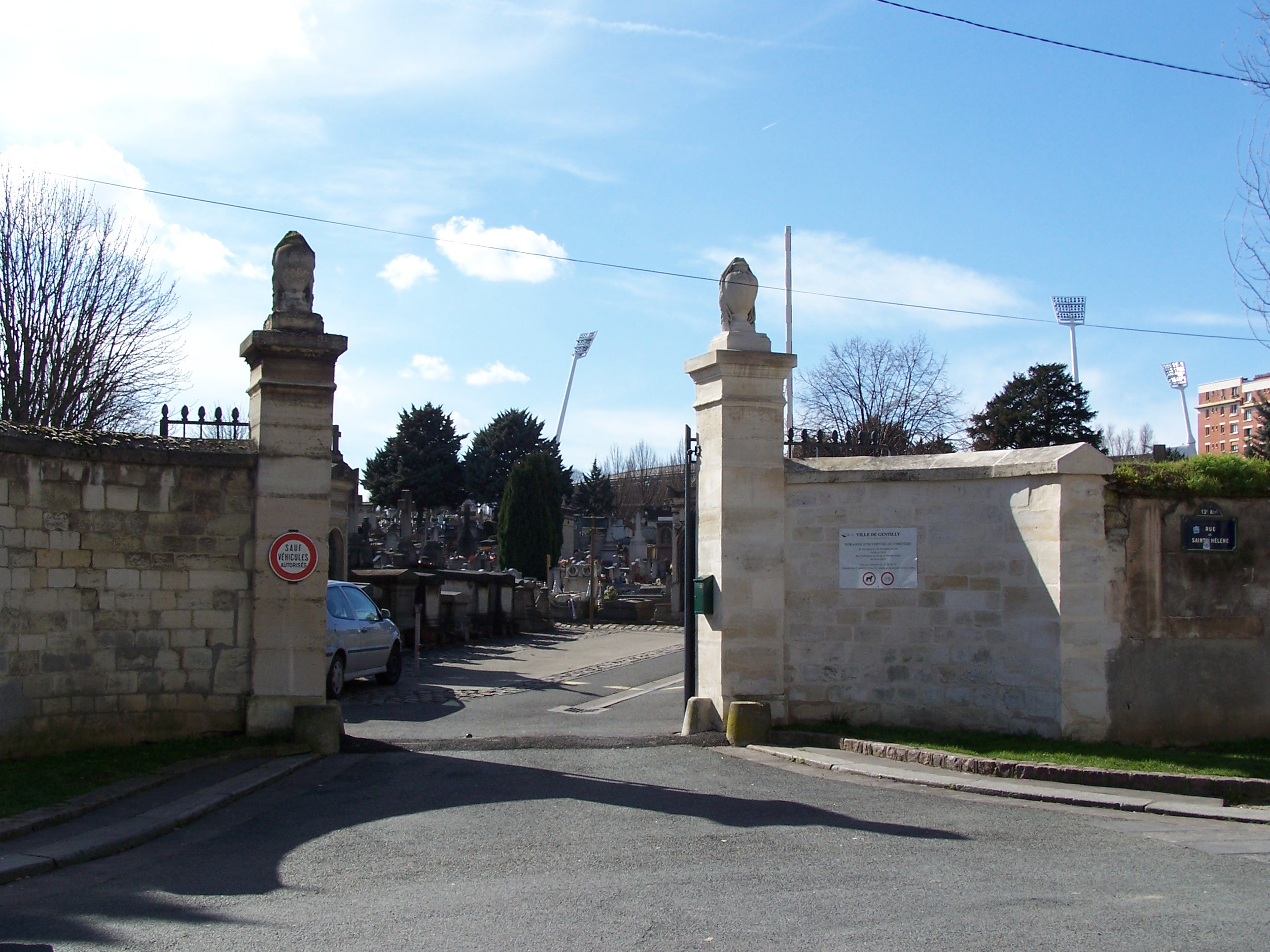
Brama wejściowa

Cmentarz Gentilly (fr. Cimetière de Gentilly) – cmentarz komunalny gminy Gentilly, formalnie należący do tej gminy, ale zlokalizowany w 13. dzielnicy Paryża, pomiędzy Boulevard périphérique, Rue Fr. de Moimandre, Avenue Caffieri oraz Rue de Sainte-Hélène, w bezpośrednim sąsiedztwie stadionu Sébastien Charléty. 

## Historia i osoby pochowane
Nekropolię otwarto w 1809. Mieści m.in. zbiorowy grób czterech z 35 rozstrzelanych przez Niemców osób przy wodospadzie w Lasku Bulońskim, 16 sierpnia 1944. Gentilly jest częścią „czerwonego pasa” paryskich przedmieść, stąd również kilka grobów komunistycznych burmistrzów i lokalnych bojowników ruchu oporu.  
Inne spoczywające tu osoby, to m.in.: 

- Léon Bouchez, generał,
- Jules Amiot, prezes Association Amicale des Postes et Télégraphes (medalion nagrobny autorstwa Charlesa Bretona),
- Emile-Charles Bitte, malarz,
- Claude Chéreau, malarz,
- Madeleine Clervanne, aktorka,
- Mony Dalmés, aktorka,
- Hélène Edeline, burmistrz Gentilly (1962-1977), komunistyczna senatorka Doliny Marny (1975-1977),
- Paulin Enfert, katolicki dobroczyńca,
- Eugène Guy, architekt,
- Georges Hénocque, kapelan w 13. dzielnicy, członek ruchu oporu, więzień niemieckiego obozu koncentracyjnego Buchenwald,
- Auguste Henri Jacob (Zouave Jacob), uzdrowiciel,
- Gérard Lacaze-Duthiers, działacz anarchistyczny,
- Robert Lynen, aktor dziecięcy, członek ruchu oporu, aresztowany przez Gestapo, skazany na śmierć i stracony przez Niemców w Karlsruhe,
- Jules Muracciole, dziennikarz, członek ruchu oporu, gaullista,
- César Paulin (Doktor Paulin-Mery), polityk nacjonalistyczny,
- Achille Paysant, poeta,
- Pierre Péne, inżynier, sabotażysta ruchu oporu, brał udział w 1940 w ratowaniu i ucieczce alianckich pilotów, od 1943 szef l’Armée secrète pour l’Aisne, gubernator Badenii (1946-1952),
- Raymond Guillermain, kabareciarz, autor słów piosenek, główny aktor serialu kryminalnego Les Cinq Dernieres Minutes, gdzie grał inspektora Bourrela,
- Robert Tartari, bokser, mistrz Francji (1954)[5].